# Charles-Raoul Magrin-Vernerey dit Monclar
Charles-Raoul Magrin-Vernerey dit Monclar, francoski general, * 7. februar 1892, Budimpešta, Avstro-Ogrska, † 3. junij 1964, Pariz, Francija.